# Мала Буковица (Добој)
Мала Буковица (раније Буковица Мала) је насељено мјесто у општини Добој, Република Српска, БиХ.

## Прошлост
Мала Буковица је некад са Великом чинила јединствено село Буковицу.
У месту је 1892. године била православна црква, са свештеником поп Р. Јокановићем.

## Становништво
| Демографија (Буковица Мала) | Демографија (Буковица Мала) | Демографија (Буковица Мала) |
| Година                      | Становника                  | Становника                  |
| --------------------------- | --------------------------- | --------------------------- |
| 1961.                       | 698                         |                             |
| 1971.                       | 763                         |                             |
| 1981.                       | 785                         |                             |
| 1991.                       | 814                         |                             |
| 2013.                       | 754                         |                             |